# Green Stockings
Green Stockings è un film muto del 1916 diretto da Wilfrid North.
La sceneggiature di Eugene Mullin si basa sul lavoro teatrale Colonel Smith di A.E.W. Mason andato in scena in prima a Londra il 23 aprile 1909. La commedia fu presentata a Broadway con il titolo Green Stockings il 2 ottobre 1911 al 39th Street Theatre.

## Trama
In certe zone dell'Inghilterra vige la tradizione che, quando una delle figlie minori si sposa, quella maggiore, se ancora zitella, deve indossare delle calze verdi. Celia Faraday, che ha sopportato già una volta quella che considera un'umiliazione, non ha intenzione di farlo di nuovo quando viene annunciato il matrimonio dell'altra sorella. Si inventa, così, un fidanzato di fantasia, tale colonnello Smith, al quale manda addirittura delle lettere dove si parla del loro "fidanzamento". Una di queste missive, per sbaglio, arriva a un vero colonnello Smith che, quando la riceve, la legge incuriosito e decide di vederci chiaro sul "suo" fidanzamento. Smith si presenta a casa dei Faraday, dove conosce Celia. I due si innamorano e ben presto la ragazza può convolare a nozze con un fidanzato non fittizio, ma in carne e ossa.

## Produzione
Il film fu prodotto dalla Vitagraph Company of America (come A Blue Ribbon Feature).

### Cast
- Stanley Dark - attore e commediografo londinese, che nel film veste i panni del colonnello Smith, era anche nel cast dello spettacolo andato in scena il 2 ottobre 1911 al 39th Street Theatre di Broadway[1][2].

## Distribuzione
Distribuito dalla V-L-S-E, il film - presentato da J. Stuart Blackton e da Albert E. Smith - uscì nelle sale cinematografiche statunitensi il 17 gennaio 1916 dopo essere stato presentato in prima al Vitagraph Theatre di New York il 2 gennaio 1916.